# Inhassoro

Inhassoro é uma vila moçambicana, sede do distrito do mesmo nome (província de Inhambane). Localiza-se na costa, frente ao arquipélago de Bazaruto. Tem cerca de 43 mil habitantes.

É um centro pesqueiro com uma praia excelente para a prática de pesca desportiva.